# Billy Hayes
Billy Hayes (New York, 3 april 1947) is een Amerikaanse drugsmokkelaar, die in Turkije werd veroordeeld voor het bezit van hasj. Hij zat gevangen op het gevangeniseiland İmralı.
In 1977 schreef Hayes een boek met de titel Midnight Express. Dit boek werd later verfilmd onder dezelfde titel Midnight Express.
Tijdens het Filmfestival van Cannes in 1999 verklaarde Hayes dat hij graag weer eens naar Turkije zou willen, maar dat Interpol hem had gewaarschuwd dit niet te doen. In 2007 ging hij alsnog: voor de tweede editie van de Conference on Democracy and Global Security. Tijdens een persconferentie bood hij zijn excuses aan aan het Turkse volk.

## Biografie
- Midnight Express (1977), met William Hoffer

## Filmografie
- Midnight Express (1978) (boekverfilming)
- Under Arrest (1983)
- Scorpion (1986)
- Assassination (1987)
- The Cage (1990)
- Defenseless (1991)
- Shakespeare's Plan 12 from Outer Space (1991)
- Babylon 5: The Gathering (1993) (tv-film)
- The Bachelor's Baby (1996) (tv-film)
- Southside (2003) - script en regie
- The Truth (2014)